# Sede de la Prefectura de Martinica
La Sede de la Prefectura de Martinica (en francés: Hôtel de préfecture de la Martinique o bien Préfecture de Fort de France) es un edificio oficial en Fort-de-France, en Martinica. Allí se encuentra la prefectura de la región de Martinica una dependencia de Francia en el Mar Caribe.
Cuando los gobernadores de Martinica dejaron San Pedro, se instalaron primero en el Fuerte de San Luis, donde el marqués de Baas tenía su residencia desde 1672. Posteriormente , ocuparon una gran casa de madera que albergaba el antiguo palacio separado de la celui du Petit Gouvernement ( ubicación actual de la Biblioteca Schoelcher ), hasta la construcción del nuevo edificio gubernamental de 1923 a 1928. Se convirtió en una prefectura tras ka departamentalización de marzo de 1946 y todavía está ocupada por los servicios de la Región.
La prefectura está parcialmente catalogada como monumento histórico desde el 20 de marzo de 1991.